# Josefa Trumme
Maria Josefa Trumme, geborene Hausfeld (* 17. September 1919 in Wenstrup; † 16. Februar 2017 in Handorf) war eine deutsche Hausfrau.

## Werdegang
Josefa Hausfeld kam im Alter von 20 Jahren nach ihrer Heirat mit August Trumme († 1997) nach Handorf. Gemeinsam mit ihrem Mann zog sie 15 Kinder groß.
Von September 1944 bis zum Einmarsch der Alliierten Truppen im April 1945 versteckte sie im Haus der Schwiegereltern den Dominikanerpater Laurentius Siemer, der wegen Beteiligung an der Vorbereitung des Attentats auf Adolf Hitler vom 20. Juli 1944 von der Gestapo gesucht wurde. Auf seine Festnahme war eine Belohnung von 50.000 Reichsmark ausgesetzt.
Für ihren selbstlosen Einsatz wurde sie 1993 vom Bundespräsidenten mit dem Verdienstkreuz am Bande der Bundesrepublik Deutschland ausgezeichnet.

## Werke
- Pater Laurentius Siemer bei uns im Versteck (23.9.1944 – 14.4.1945). In: Gemeindechronik Holdorf 1188–1988. Vechta 1988, S. 617–624